# Moska Hassas
Moska Hassas, född den 28 februari 2002, är en svensk socialdemokratisk politiker och ordförande för Socialdemokraternas ungdomsförbund SSU. Hassas är vidare ordförande för Stockholms läns SSU-distrikt och vice ordförande för fritidsnämnden i Nacka kommun.
Hon valdes enhälligt av SSU:s kongress den 3 augusti 2025.